# Zmodyfikowana dynamika newtonowska
Zmodyfikowana dynamika newtonowska, zmodyfikowana dynamika Newtona, MOND (od ang. modified Newtonian dynamics) – hipoteza fizyczna, w której zasady dynamiki Newtona zmodyfikowane zostały o nieliniową zależność siły od przyspieszenia. Została ona zaproponowana w celu wyjaśnienia niezgodności rotacji galaktyk spiralnych z oczekiwaniami na gruncie mechaniki newtonowskiej i tłumaczonej powszechnie jako istnienie ciemnej materii w tych galaktykach.
Model MOND dobrze opisuje obserwowany stan rzeczy w stosunkowo niewielkiej skali galaktyk, ale w większości przypadków nie nadaje się do opisania procesów zachodzących na większą skalę – gromad galaktyk i większych. Z tego powodu zmodyfikowana dynamika newtonowska nie uzyskała powszechnej akceptacji i obecnie większość astrofizyków uznaje istnienie ciemnej materii. Z drugiej strony model Wszechświata polegający na założeniu istnienia ciemnej materii i ciemnej energii, według zwolenników MOND nie sprawdza się w skali galaktycznej.

## Tło historyczne

Krzywa rotacji galaktyki – przewidywana (linia przerywana) i obserwowana (linia ciągła) prędkość gwiazd jako funkcja odległości od jądra galaktyki

Z obserwacji Układu Słonecznego i trzeciego prawa Keplera (oraz z ogólniejszego prawa powszechnego ciążenia Newtona) wynika, że prędkość obiegu ciał niebieskich wokół Słońca maleje wraz ze wzrostem odległości tych obiektów od gwiazdy. W latach 1970. rozpoczęto systematyczne obserwacje prędkości rotacji ramion galaktyk spiralnych. Obserwacje te jednoznacznie wykazały, że zależność spełniona w Układzie Słonecznym nie obowiązuje dla prędkości obiegu gwiazd wokół jądra galaktyki. Gwiazdy okrążają jądro z prędkością, która nie zależy od ich odległości od centrum galaktyki (tzw. płaska krzywa rotacji).
Krzywa rotacji galaktyki przedstawia zależność pomiędzy odległością gwiazd od centrum galaktyki spiralnej na osi poziomej a prędkością orbitalną w galaktyce na osi pionowej. Przerywana krzywa oznaczona jako A ilustruje przewidywaną prędkość wynikającą z zaobserwowanego rozkładu materii w galaktyce oraz zastosowania praw dynamiki Newtona. Wraz ze wzrostem odległości gwiazdy od jądra galaktyki, jej przewidywana prędkość orbitalna maleje. Linia ciągła oznaczona literą B przedstawia zaobserwowane prędkości orbitalne gwiazd. Prędkości te nie maleją wraz z odległością, lecz od pewnego momentu są praktycznie niezależne od odległości od centrum galaktyki.
Aby wyjaśnić rozbieżność między przewidywanymi i obserwowanymi prędkościami orbitalnymi, astrofizycy zaproponowali istnienie w galaktykach spiralnych ciemnej materii, rozłożonej w sferycznie symetrycznym halo o rozmiarach znacznie większych od dysku galaktycznego. Postulat ten wyjaśnia zaobserwowaną rozbieżność poprzez zmianę rozkładu materii w galaktyce.

## Hipoteza zmodyfikowanej dynamiki newtonowskiej
Inne wyjaśnienie zostało zaproponowane w 1983 roku przez izraelskiego fizyka Mordechaja Milgroma, który zamiast modyfikować rozkład materii w galaktyce zaproponował wyjaśnienie rozbieżności poprzez zmodyfikowanie praw dynamiki Newtona. W zaproponowanej dynamice prawo, mówiące że siła jest wprost proporcjonalna do masy i odwrotnie proporcjonalna do kwadratu odległości ulega modyfikacji, w przypadku, gdy oddziaływanie jest bardzo słabe. Zmodyfikowane równanie Newtona ma postać:
{\displaystyle m{\vec {a}}\left({\frac {a}{a+a_{0}}}\right)={\vec {F}}}
gdzie a0 jest stałą o wymiarze przyspieszenia, a0 ~ 10-10 m·s-2. Niektórzy wolą pozostawiać zasadę dynamiki niezmienioną, a modyfikować prawo grawitacji, co w przypadku galaktyk z punktu widzenia matematyki jest zupełnie równoważne.
Według tej hipotezy przyspieszenie wynikające z siły grawitacji na większe odległości byłoby większe niż się obecnie przypuszcza, a to tłumaczyłoby stabilność dysków galaktyk spiralnych.

## Sukcesy i kontrowersje
MOND nie wyjaśnia problemu „brakującej masy” w gromadach galaktyk.  Prawidłowo za to przewiduje krzywe rotacji bogatych w gaz galaktyk, w przeciwieństwie do modeli zakładających istnienie ciemnej materii.
Opublikowana w 2011 analiza katalogu SLoWPoKES, zawierającego 1342 obiekty podwójne o niskiej masie i dużej separacji (ponad 500 j.a.), sugeruje, że MOND dobrze opisuje wzajemne oddziaływanie obiektów w skali ok. 7000 j.a.  Według obserwacji z 2013 MOND prawidłowo przewiduje zachowania galaktyk karłowatych, poruszających się wokół galaktyki Andromedy, bez odwoływania się do ciemnej materii.
Pierwotna wersja hipotezy zmodyfikowanej dynamiki newtonowskiej nie była w stanie wyjaśnić zaobserwowanego zachowania dwóch zderzających się gromad galaktyk, w których rozkład świecącego gazu jest wyraźnie różny od rozkładu masy (Gromada Pocisk). Dodatkowo, na jej bazie wciąż nie opracowano kompletnej teorii powstawania i ewolucji struktur we Wszechświecie. Jej relatywistyczne uogólnienie, tensorowo-wektorowo-skalarna grawitacja (TeVeS), uniemożliwia m.in. istnienie stabilnych gwiazd w długiej skali czasowej.  W 2007 roku astronom John Moffat opublikował artykuł prezentujący wersję hipotezy zmodyfikowanej grawitacji, która jego zdaniem dobrze opisuje zachowanie się Gromady Pocisk w kontekście zmodyfikowanej wersji MOND. Wersja Moffata nie została szeroko przyjęta w środowisku naukowym.